# Ladri in guanti gialli
Ladri in guanti gialli (Larceny) è un film del 1948, diretto da George Sherman.

## Trama
All'interno della banda capeggiata da Silky Randall, il compito di Rick Maxon – nella truffa in progetto -  è quello di sedurre la vedova di guerra Deb Clark in modo da indurla a sborsare una grande somma di denaro per acquistare un prestigioso immobile da convertire in centro di aggregazione per i minori della cittadina della California dove la donna abita. Grazie all'ingenuità di Deb il compito viene svolto in breve tempo da Rick, anche perché egli si fa passare per un amico del defunto marito della vedova, ed il progettato centro sociale (che la gang non ha alcuna intenzione di istituire) avrebbe svolto anche la funzione di una sorta di monumento alla memoria del caduto, riverita dalla donna e da tutta la cittadinanza.
Rick quindi entra in possesso facilmente dell'ingente assegno di Deb: i maggiori impedimenti alla riuscita del piano provengono però dal fatto che Silky e Rick si contendono le grazie di Tory (la quale farà insorgere complicazioni e che finirà uccisa nel corso degli avvenimenti) e soprattutto dal fatto che Rick si innamora – ricambiato – di Deb. In tal modo Rick non esita a denunciare i propri complici (e sé stesso) pur di scagionare da una falsa accusa di omicidio Deb, la relazione colla quale – come riconoscono entrambi con tristezza – non può verosimilmente continuare.